# 福音堂 (和平縣)
福音堂，位于中国广东省河源市和平县县城，为和平县的一个县级文物保护单位，类型为古建筑，公布时间为1983年8月。
福音堂的历史年代为清代。